# Park Sung-hyun
Park Sung-hyun (in hangŭl: 박성현; Incheon, 1º gennaio 1983) è un'arciera sudcoreana che ha partecipato a due Olimpiadi, vincendo tre medaglie d'oro.
Ha fatto il suo debutto internazionale nel tiro con l'arco nel 2001, vincendo il titolo nel ricurvo femminile ai Campionati mondiali di quell'anno. Ha partecipato per la prima volta alle Olimpiadi nel 2004 ad Atene, dove ha vinto la medaglia d'oro sia nella gara individuale che in quella a squadre femminile. Alle Olimpiadi del 2008 di Pechino ha ottenuto il suo terzo oro olimpico nella competizione a squadre femminile e ha vinto la medaglia d'argento nell'individuale.
È stata la prima arciera sudcoreana a vincere medaglie d'oro alle Olimpiadi, ai Campionati mondiali, ai Giochi asiatici e ai Campionati asiatici. È stata inoltre la prima, sia tra gli arcieri che tra le arciere, a segnare più di 1400 punti in un round di 144 frecce ed è stata dal 2004 al 2015 la detentrice del record mondiale per il round di 72 frecce femminile. Nel 2016 la Federazione Internazionale di Tiro con l'Arco l'ha nominata la più grande arciera olimpica del 21º secolo e la terza più grande tra gli arcieri di tutti i tempi.

## Vita privata
Park Sung-hyun è nata nel gennaio 1983 a Incheon e ha iniziato a tirare con l'arco all'età di 11 anni. Ha sposato il collega arciere e medaglia d'oro olimpica Park Kyung-mo nel dicembre 2008, dopo aver rivelato la sua intenzione di sposarsi al termine delle Olimpiadi del 2008 per evitare di influenzare la squadra nazionale durante le competizioni. Dal 2008 vive a Gunsan e ha tre figlie..

## Carriera

### Olimpiadi

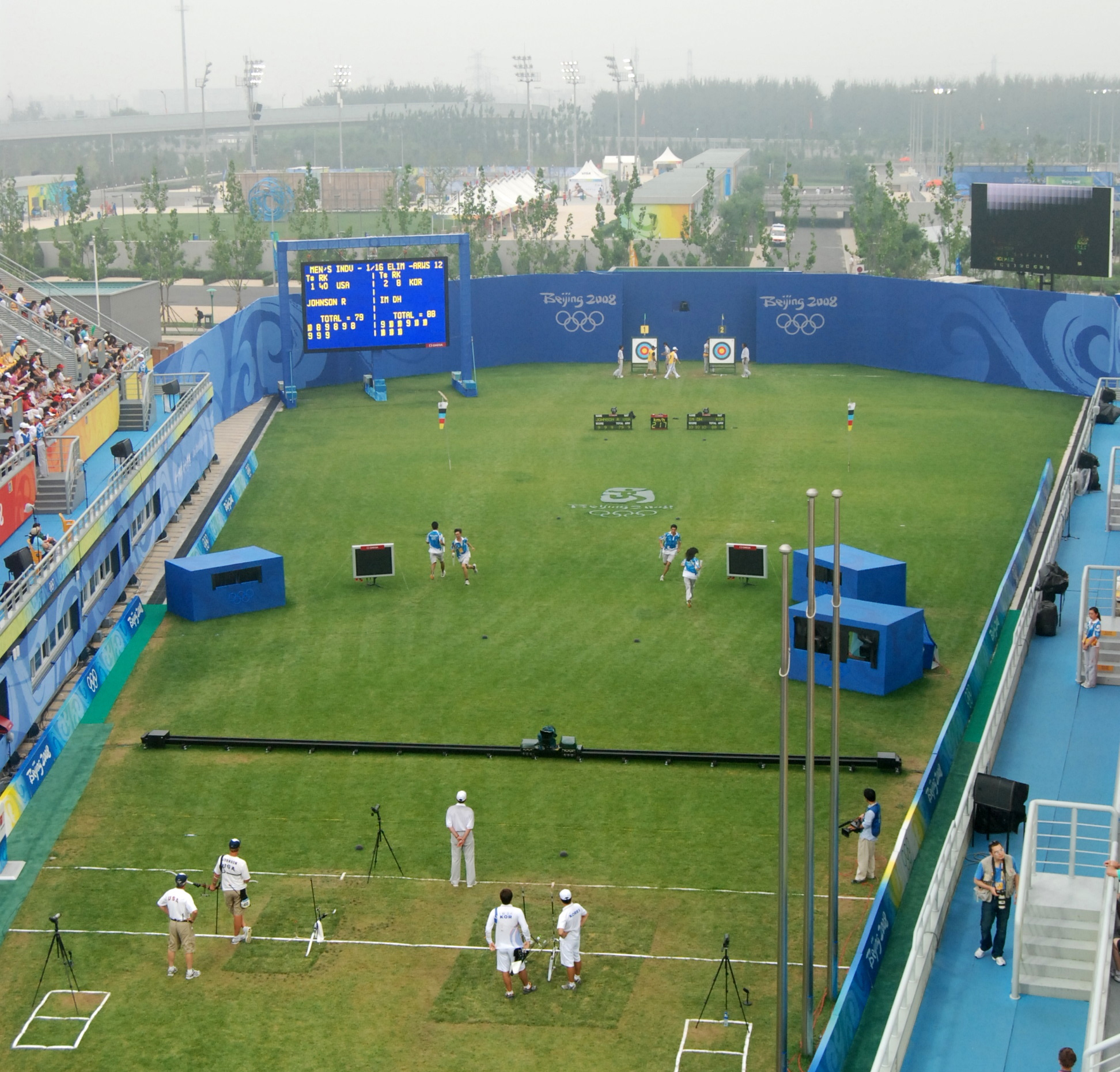
L'Olympic Green Archery Field a Pechino, dove Park Sung-hyun è stata sconfitta da Zhang Juanjuan nella finale dell'individuale femminile delle Olimpiadi 2008

Park Sung-hyun ha inaugurato le Olimpiadi nel 2004 ad Atene con un nuovo record mondiale femminile nel turno preliminare a 72 frecce, segnando 682 punti (su un massimo di 720) e superando il precedente record di 679 stabilito dall'italiana Natalia Valeeva tre mesi prima. Con le compagne di squadra Lee Sung-jin e Yun Mi-jin ha anche stabilito un nuovo record mondiale per la gara a squadre femminile a 216 frecce, totalizzando complessivamente 2030 punti su un massimo di 2160.
Giunta alla finale della competizione individuale femminile assieme alla compagna di squadra Lee, Park si è aggiudicata la medaglia d'oro con un punteggio di 110-108 su dodici frecce. La sua vittoria ha dato alla Corea del Sud la sua sesta medaglia d'oro nell'individuale femminile da quando il paese ha conquistato la prima ai Giochi olimpici del 1984. Due giorni dopo Park ha vinto il suo secondo oro, quando lei, Lee e Yun hanno superato la Cina di un solo punto nella finale della gara a squadre femminile, ottenendo la quinta medaglia d'oro consecutiva della loro nazione nella disciplina. Essendo l'ultima tiratrice designata della squadra, Park ha scoccato l'ultima freccia guadagnando i dieci punti necessari a vincere la partita.
Alle Olimpiadi del 2008 di Pechino Park Sung-hyun partiva come favorita nell'individuale femminile insieme alla sua compagna di squadra Yun Ok-hee e la squadra sudcoreana era considerata intoccabile nel mantenere il titolo femminile per la sesta edizione consecutiva dei Giochi. Park ha iniziato segnando 673 punti nel ranking round dell'individuale femminile, concludendolo al primo posto ed eguagliando il record olimpico precedentemente stabilito dall'ucraina Lina Herasymenko alle Olimpiadi del 1996. Inoltre, con un punteggio combinato di 2004 punti, Park, Yun e Joo Hyun-jung, hanno raggiunto un nuovo record olimpico nella gara a squadre femminile, conquistando poi l'oro e il sesto titolo olimpico consecutivo dopo aver battuto in sequenza le rappresentanti di Italia, Francia e Cina.
Nell'individuale femminile Park è riuscita a raggiungere la sua seconda finale olimpica. La sua avversaria, la cinese Zhang Juanjuan, aveva terminato il ranking round in ventisettesima posizione e nel suo percorso aveva poi eliminato le altre due coreane Yun e Joo. Era la terza volta che la coppia si incontrava in una finale olimpica dopo aver disputato due finali nella gara a squadre femminile. In una partita combattuta Zhang ha sconfitto Park per un punto, diventando la prima arciera al di fuori della Corea del Sud a vincere il titolo individuale femminile in ventiquattro anni e interrompendo la sesta serie di vittorie olimpiche consecutive. Nella conferenza stampa dopo la partita Park ha espresso disappunto per non essere riuscita a superare il record di vittorie della Corea del Sud, ma ha affermato che la sua medaglia d'argento le avrebbe dato la giusta motivazione per cercare ulteriori medaglie d'oro e che sentiva che la sua sconfitta avrebbe alleggerito, nelle competizioni future, la pressione sugli arcieri coreani, dai quali ci si aspettava la vittoria come unico risultato accettabile.

### Campionati mondiali
Park Sung-hyun ha partecipato a tutte le edizioni dei Campionati mondiali biennali di tiro con l'arco dal 2001 al 2007, vincendo una medaglia in ciascuna di esse. È diventata campionessa del mondo nel ricurvo femminile all'età di diciotto anni nel 2001 e, con le compagne di squadra Yun Mi-jin e Lee Hyun-jung, ha dominato l'individuale femminile ai Campionati del 2003 a New York. Dopo aver terminato il ranking round nelle prime tre posizioni, Park, Yun e Lee sono passate alle finali, nelle quali Park ha perso contro Yun conquistando la medaglia d'argento. Ai Campionati del 2005 a Madrid Park è stata affiancata da Lee Sung-jin e Lee Tuk-young. Il team sudcoreano ha dominato ancora una volta la competizione, vincendo tutte e quattro le medaglie d'oro nella specialità del ricurvo per la prima volta dal 1997. Park, Lee e Lee hanno conquistato il titolo a squadre femminile vincendo sull'Ucraina. Nell'individuale Park ha perso la semifinale nella gara contro Lee Sung-jin, andando poi a vincere la medaglia di bronzo battendo l'italiana Natalia Valeeva. I campionati 2007 a Lipsia hanno visto Park contribuire al terzo titolo consecutivo a squadre della Corea del Sud con Lee Tuk-young e Choi Eun-young.

### Giochi asiatici
Ai Giochi Asiatici del 2002 a Pusan Park ha vinto una medaglia d'oro nella gara a squadre. Ai Giochi Asiatici del 2006 a Doha ha ottenuto due medaglie d'oro, la prima nell'individuale femminile, dove ha sconfitto in finale la connazionale Yun Ok-hee rivendicando il suo primo titolo individuale ai Giochi, e la seconda nella gara a squadre femminile dove lei, Yun Ok-hee e Yun Mi-jin hanno sconfitto la Cina vincendo il terzo titolo consecutivo per la Corea del Sud e stabilendo un nuovo record dei Giochi Asiatici per una partita a 24 frecce. Successivamente Park ha affermato di provare maggiore soddisfazione nel vincere la competizione a squadre ed si è detta sollevata che il torneo fosse terminato per via della forte pressione esercitata sulla squadra sudcoreana.

## Record
Park Sung-hyun alle Olimpiadi del 2004 ha stabilito il nuovo record mondiale per il round a 72 frecce femminile con 682 punti su un massimo di 720. Il suo punteggio sarebbe rimasto poi invariato per quasi undici anni prima che la sua connazionale Ki Bo-bae segnasse 686 punti durante le Universiadi nel luglio 2015. Alle Olimpiadi del 2008 Park ha segnato il record olimpico di 115 punti sui 120 possibili nella partita a 12 frecce, un punteggio eguagliato poche ore dopo da Zhang Juanjuan, sua successiva avversaria nella partita per la medaglia d'oro.
È stata la prima arciera nel ricurvo a infrangere la barriera dei 1400 punti nel round di 144 frecce segnando un totale di 1405 punti nell'ottobre 2004. È rimasta l'unica arciera a raggiungere questa impresa per quasi quindici anni prima che la connazionale Ryoo Su Jung segnasse 1400 punti in un torneo nazionale in Corea del Sud nel luglio 2019.

## Palmarès

### Olimpiadi
- Oro nell'individuale ad Atene 2004
- Oro nella gara a squadre femminile ad Atene 2004
- Oro nella gara a squadre femminile a Pechino 2008
- Argento nell'individuale a Pechino 2008

### Mondiali
- Oro nell'individuale a Pechino 2001
- Oro nella gara a squadre femminile a New York 2003
- Oro nella gara a squadre femminile a Madrid 2005
- Oro nella gara a squadre femminile a Lipsia 2007
- Argento nell'individuale a New York 2003
- Argento nell'individuale a a Lipsia 2007
- Bronzo nella gara a squadre femminile a Pechino 2001
- Bronzo nell'individuale a Madrid 2005

### Giochi asiatici
- Oro nella gara a squadre femminile a Busan 2002
- Oro nell'individuale a Doha 2006
- Oro nella gara a squadre femminile a Doha 2006

### Coppa del Mondo
- Argento nell'individuale a Losanna 2008

### Universiadi
- Oro nell'individuale a Taegu 2003